# Supercoppa Primavera 2006
La Supercoppa Primavera 2006 si è disputata mercoledì 27 settembre 2006 presso lo stadio Chisola di Vinovo.
La sfida ha visto contrapposte Juventus e Inter, vincitrici rispettivamente del Campionato Primavera e della Coppa Italia Primavera: la vittoria è andata ai bianconeri, che si sono imposti per cinque reti a una.

## Tabellino
| Arbitro: | Cafari Panico (Cassino) |

|                                             |           |           |
| De Ceglie 1’, 4’, 62’ Bianco 9’ Maniero 71’ | Marcatori | 26’ Ribas |

| Juventus | Inter |